# Barry Mill

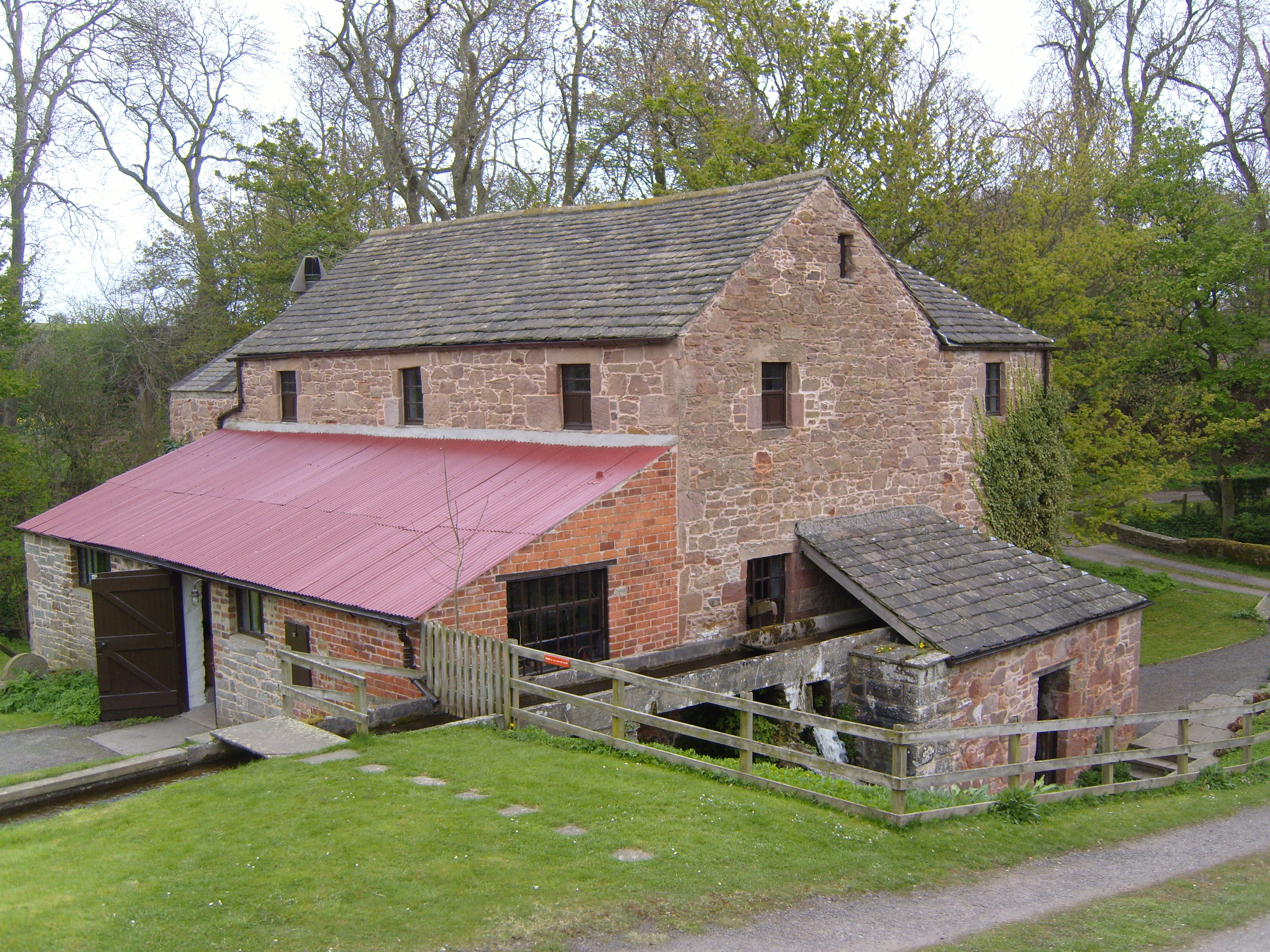
Barry Mill

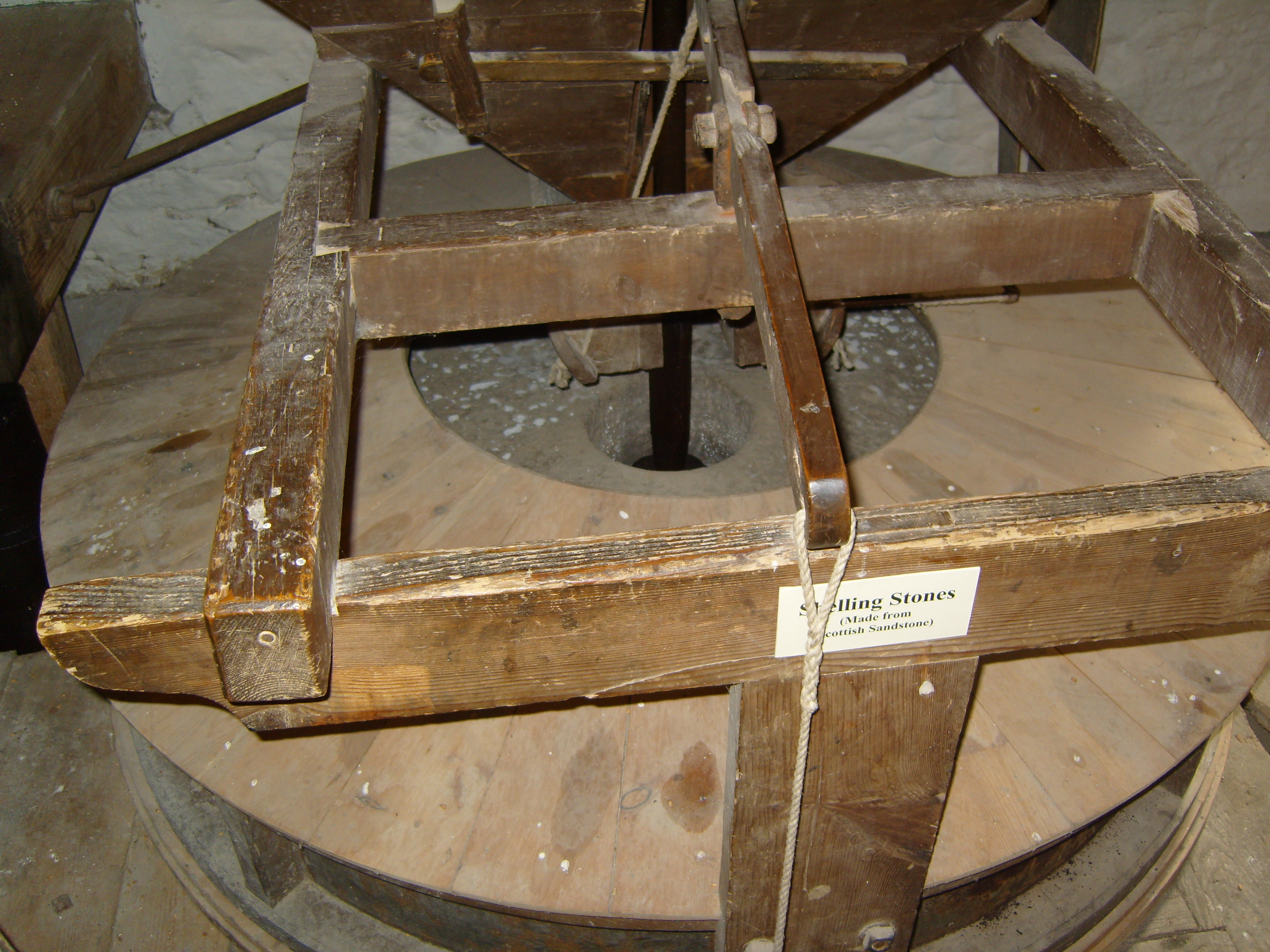
Mahlsteinpaar der Barry Mill

Die Barry Mill ist eine Wassermühle nahe der schottischen Ortschaft Barry in der Council Area Angus. 1971 wurde das Bauwerk in die schottischen Denkmallisten in der Kategorie B aufgenommen. Die Hochstufung in die höchste Denkmalkategorie A erfolgte 2009.

## Geschichte
Die Länderei zählte zu 1229 zu den Besitztümern der Balmerino Abbey. Die Zisterziensermönche richteten am Standort spätestens im Jahre 1539 eine Mühle ein. Nach der schottischen Reformation mit der Enteignung der Klöster erwarb Robert Gardyne 1683 die Mühle. Bis 1811 wurde sie innerhalb der Familie vererbt. Um 1814 verheerte ein Brand die Mühle. Bei der heutigen Mühle handelt es sich um einen Neubau aus dieser Zeit. Im Laufe der 1930er und 1940er Jahre wurden verschiedene Umbaumaßnahmen und Erweiterungen ausgeführt. Bis 1982 war die Mühle in Betrieb und produzierte Haferflocken und Mehl. 1988 übernahm der National Trust for Scotland die Barry Mill, restaurierte sie bis 1992 und machte sie der Öffentlichkeit zugänglich. 2024 betrug die Besucherzahl etwa 35.000 Personen. Heute handelt es sich um die einzige funktionstüchtige Wassermühle in Angus.

## Beschreibung
Die Barry Mill steht an dem Bach Barry Burn wenige hundert Meter nördlich von Barry beziehungsweise nordwestlich von Carnoustie. Bezüglich ihres Aufbaus bestehen Parallelen zur Mill of Benholm in der benachbarten Council Area Aberdeenshire. Ihr Mauerwerk besteht aus grob behauenem rotem Sandstein. Das dreistöckige Gebäude weist einen unregelmäßigen, grob L-förmigen Grundriss auf. Die zugehörige Darre ist regionaltypisch halbrund ausgeführt. Ein aus dem Barry Burn abgezweigter Mühlkanal versorgt das oberschlächtige Wasserrad, das in einem eigenen Gebäude installiert ist. Das vermutlich um 1881 gefertigte Rad der Douglas Foundry aus Dundee durchmisst 4,7 Meter. 30 eingehängte Eimer treiben es an. Die angetriebene Mechanik besteht aus Buchenholz. Die Dächer der Barry Mill sind mit Schiefer eingedeckt.